# 福梅

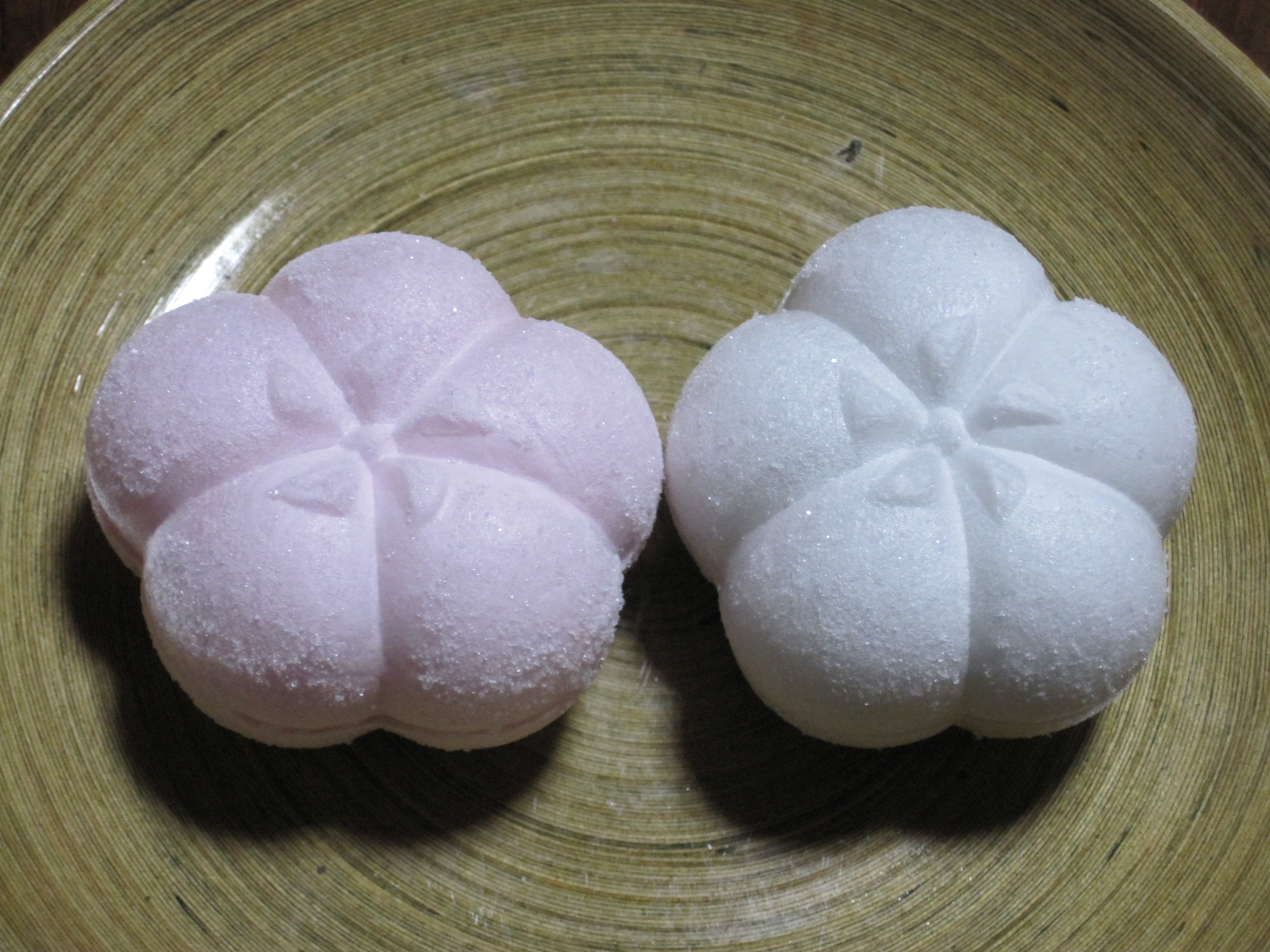
福梅

福梅（ふくうめ）とは、石川県及び富山県の一部で古くから伝わる正月の和菓子。梅の花の形をしたもの。
加賀藩前田家の第十代目藩主前田重教の時代、新春の茶席に献上されたものが正月の菓子として伝えられたのが始まりとされている。これが次第に金沢城下に広まり、やがて前田家の家紋である「剣梅鉢」（けんうめばち）が形取られた和菓子として伝えられた。紅白は縁起が良いとされ、石川県では鏡餅においても紅白のものが流通している。
梅の花を形取った紅白の最中で、年末（12月半ば頃）から松の内の間に売り出される。辻占（つじうら、占いの紙が入った和菓子）、福徳（ふっとく、縁起物の人形などが入った煎餅皮の和菓子）と並ぶ金沢を代表とする縁起菓子である。主に、石川県内の和菓子店やスーパーマーケットなどで販売されるが、近年ではコンビニエンスストアでも販売されている。
梅の形をした最中の皮の中身には、よく練った小倉餡が詰められている。また、皮の表面には蜜が塗られており、砂糖がまぶしてある。皮は白と薄紅色の2種類があり、餡の中身には日持ちさせるように水あめも練り込まれている。また、一般的な最中の柔らかさとは違い硬めに作られている。近年では、嗜好の変化に伴って、小倉餡の他に白餡を詰めたり、一口で味わえるように小さめに作る店舗もある。